# Чернигово (Болгария)
Чернигово (болг. Чернигово) — село в Болгарии. Находится в Кырджалийской области, входит в общину Ардино. Население составляет 80 человек.

## Политическая ситуация
В местном кметстве Долно-Прахово, в состав которого входит Чернигово, должность кмета (старосты) исполняет Ахмед Рамадан Емин (Движение за права и свободы (ДПС)) по результатам выборов правления кметства.
Кмет (мэр) общины Ардино — Ресми Мехмед Мурад (Движение за права и свободы (ДПС)) по результатам выборов в правление общины.